# Stanisław Jaksmanicki
Stanisław Jaksmanicki (Jaskmanicki) z Jaksamic herbu Leliwa (zm. w 1527 roku) – sędzia przemyski w latach 1518-1526, komornik graniczny przemyski w 1511 roku.
Poseł na sejm piotrkowski 1523 roku z ziemi przemyskiej.